# Vicente Alves do Ó
Vicente Alves do Ó (Sines, 2 de Janeiro de 1972) é um cineasta português.

## Carreira
Nasceu em Sines e começou como argumentista. Depois de várias curtas, assinou a sua primeira longa-metragem em 2011 com Quinze Pontos na Alma. Em 2012 teve estreia a sua segunda longa-metragem, Florbela. Baseado na vida de Florbela Espanca, o filme foi um successo de bilheteira, devido a uma estratégia inovadora que levou o filme a 54 cidades do país. Ainda baseado na vida de Florbela Espanca, produziu uma mini-série de trés episódios para a RTP.

## Filmografia

### Como argumentista
- 2000: Monsanto (TV); real. Ruy Guerra
- 2000: Facas e Anjos (TV); real. Eduardo Guedes
- 2001: A Menina dos Meus Olhos (curta); real. Isabel Rosa
- 2003: A Filha; real. Solveig Nordlund
- 2003: Os Imortais; real. António-Pedro Vasconcelos
- 2004: Kiss Me; real. António da Cunha Telles
- 2005: Amigos Como Dantes (TV); real. Mário Barroso
- 2005: Entre o Desejo e o Destino (curta)
- 2008: Castelos no Ar (curta)
- 2010: O Inimigo Sem Rosto; real. José Farinha
- 2010: A Assassina Passional Está Louca! (curta)
- 2010: Assalto ao Santa Maria; real. Francisco Manso
- 2011: Quinze Pontos na Alma
- 2012: Florbela
- 2012: Perdidamente Florbela (TV)
- 2016: O Amor É Lindo ... Porque Sim!
- 2017: Al Berto
- 2018: Golpe de Sol
- 2019: Quero-te Tanto!
- 2019: Solteira e Boa Rapariga

### Como realizador
- 2005: Entre o Desejo e o Destino (curta)
- 2008: Castelos no Ar (curta)
- 2010: A Assassina Passional Está Louca! (curta)
- 2011: Quinze Pontos na Alma
- 2012: Florbela
- 2012: Perdidamente Florbela (TV)
- 2014: Os Filhos do Rock (TV - três episódios)
- 2016: O Amor é Lindo ... Porque Sim!
- 2017: Al Berto
- 2018: Golpe de Sol
- 2019: Quero-te Tanto!
- 2019: Solteira e Boa Rapariga

### Como encenador
- Variações, de António (2016)

## Prémios e indicações

### Prémios
Festival de Cinema de Bogotá
- Melhor Diretor: 2013
- Melhor Filme: Florbela - 2013[4]

 Caminhos do Cinema Português
- Melhor Filme: Florbela - 2012[5]
- Prémio Revista C: Quinze Pontos na Alma - 2011

### Indicações
Globo de Ouro
- Melhor Filme: Florbela - 2013

 Caminhos do Cinema Português
- Melhor Filme: Quinze Pontos na Alma - 2011